# Pamięć epizodyczna
Pamięć epizodyczna (pamięć zdarzeń) – rodzaj pamięci deklaratywnej przechowującej epizody z życia jednostki, czyli ślady pamięciowe na temat zdarzeń mających swoją lokalizację przestrzenną i czasową. W tym systemie pamięci przechowywane są także informacje na temat wzajemnych relacji między zdarzeniami. Porządkowane są one chronologiczne, co zachodzi prawdopodobnie tylko w umysłach ludzi.
Przykłady informacji zgromadzonych w pamięci epizodycznej. 
- Pamiętam jak wyglądały moje 18 urodziny.
- Pamiętam co robiłem wczoraj o godzinie 16.
- Pamiętam mój pierwszy pocałunek.

Model pamięci epizodycznej zaproponowany został przez Endela Tulvinga w 1972 roku. Zdaniem badacza pamięć epizodyczna:
- odpowiedzialna jest za poczucie tożsamości i ciągłości psychicznej;
- przechowuje informacje wraz ze stemplem czasu - odpowiadające za orientowanie się, czy dane zdarzenie miało miejsce dawno, czy niedawno;
- wydobycie informacji z pamięci epizodycznej wymaga wysiłku i czasu;
- informacje przechowywane są tutaj wraz z kontekstem;
- dostęp do tych informacji ma charakter świadomy i dowolny, a odtwarzanie opiera się na osobistej refleksji.

Według Daniela Schactera pamięć epizodyczna może funkcjonować dzięki poczuciu ja, do którego dołączane są wspomnienia. W niektórych ujęciach poza jawną pamięcią epizodyczną, gdy przywołuje się świadomie wspomnienia, wyróżnia się także jej aspekt niejawny, gdy wydarzenia z przeszłości bez przywołania ich do świadomości zmieniają sposób myślenia lub działania jednostki.